# Kenichi Maeyamada
Kenichi Maeyamada (前山田 健一 Maeyamada Ken'ichi?,  nacido el 4 de julio de 1980), también conocido como Hyadain (ヒャダイン?). Es un compositor japonés. Su principal trabajo es la composición de temas de canciones para anime y músicos de J-pop. Trabajó con Supalove, una marca japonesa.  Ha realizado numerosas mezclas musicales para videojuegos y animes así como canciones originales. Estas mezclas han recibido más de 20 millones de visitas en YouTube y Nico Nico Douga.

## Estilo musical
Maeyamada empezó tocando el piano a la edad de 4 años. Compuso por primera vez con un sintetizador en la secundaria. Después de graduarse de la Universidad de Kyoto, se convirtió en aprendiz del letrista Gorō Matsui. Tuvo su primer éxito en 2007 al escribir la letra de "Don't Go Baby", una canción compuesta para Initial D,  Fourth Stage. En diciembre del 2007, publicó su primer trabajo bajo el pseudónimo de "Hyadain" en Nico Nico Douga. Dicho trabajo era una mezcla del tema Crash Man's de Mega Man 2 con letra añadida. Inicialmente confrontó críticas y acusaciones respecto a la fidelidad de las mezclas con el material original, sin embargo, sus videos gradualmente fueron ganando popularidad, particularmente "Four Fiends of the Elements" de Final Fantasy IV  y  "Western Show" de Super Mario World. En mayo de 2010, Maeyamada reveló que él es "Hyadain". También el es quien interpretó la apertura japonesa de Pac-Man y las aventuras fantasmales.
Maeyamada declaró que considera a Yasuharu Konishi de Pizzicato Five como una importante influencia musical, así como Shoichiro Hirata y Yusuke Itagaki. Se vio inspirado por la música de los videojuegos de Nobuo Uematsu (Final Fantasy), Koichi Sugiyama (Dragon Quest) y Kenji Ito (Romancing SaGa). Su  trabajo, así como el de sus aficionados,  tienen fama por utilizar fuertes elementos de humor y de nostalgia. Para sus canciones él interpreta todas las voces de hombre y de mujer, con la ayuda de modificadores digitales de voz. Las voces de Hyadain y Hyadaruko aparecen como personajes en su blog y en sus videos musicales, "Hyadain no Kakakata Kataomoi-C" y "Hyadain no Joujou Yuujou", con Hyadaruko siendo interpretado por varios actores incluyendo Natsuko Aso.